# Gajewo (powiat golubsko-dobrzyński)
Gajewo – wieś w Polsce położona w województwie kujawsko-pomorskim, w powiecie golubsko-dobrzyńskim, w gminie Golub-Dobrzyń.

## Podział administracyjny
W latach 1975–1998 miejscowość należała administracyjnie do województwa toruńskiego.

## Demografia
Według Narodowego Spisu Powszechnego (III 2011 r.) wieś liczyła 251 mieszkańców. Jest piętnastą co do wielkości miejscowością gminy Golub-Dobrzyń.

## Zabytki
Według rejestru zabytków NID na listę zabytków wpisany jest park dworski z XVIII/XIX w., nr rej.: 445 z 8.10.1984.